# ساعت برقی

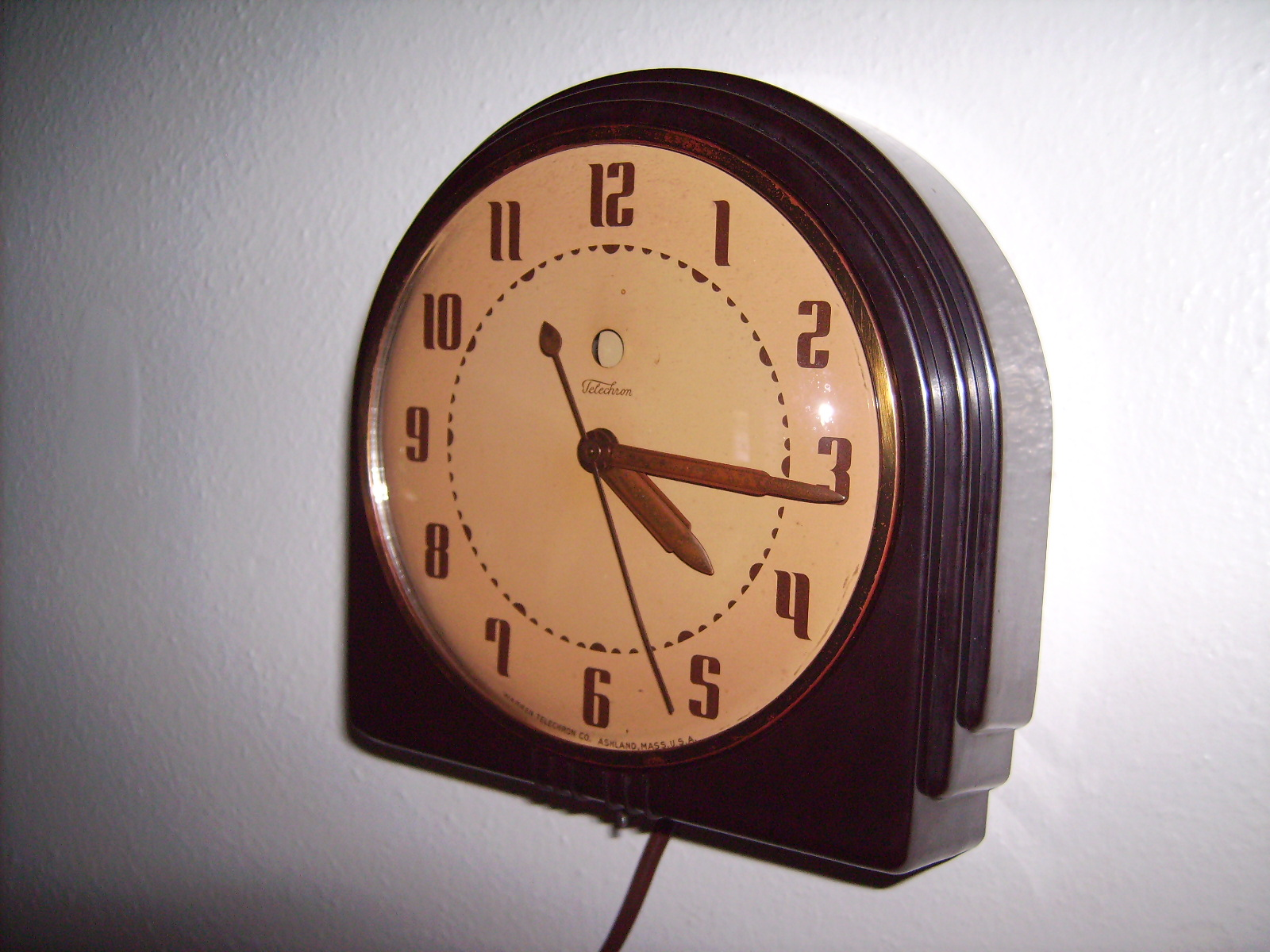
ساعت الکتریکی همزمان Telechron تولید شده در سال ۱۹۴۰. تا سال ۱۹۴۰ ساعت همزمان تبدیل به رایج‌ترین نوع ساعت در ایالات متحده شد

ساعت برقی یا ساعت الکتریکی (به انگلیسی: electric clock) نوعی ساعت است که از نیروی برق برای کار استفاده می‌کند. ساعت برقی در مقابل ساعت مکانیکی قرار دارد که از وزنه یا فنر به عنوان محرک اصلی استفاده می‌کند. اصطلاح ساعت الکترونیکی اغلب در مورد ساعتهای مکانیکی برقی که قبل از معرفی ساعت‌های کوارتز در دهه ۱۹۸۰ میلادی مورد استفاده قرار می‌گرفتند، به کار می‌رود. اولین ساعت های برقی آزمایشی در حدود سال ۱۸۴۰ ساخته شد، اما تا زمان عرضه نیروی برق در دهه ۱۸۹۰ به‌طور گسترده تولید نشد. در دهه ۱۹۳۰، ساعتهای برقی به‌طور گسترده جایگزین ساعت‌های مکانیکی شدند.

## انواع

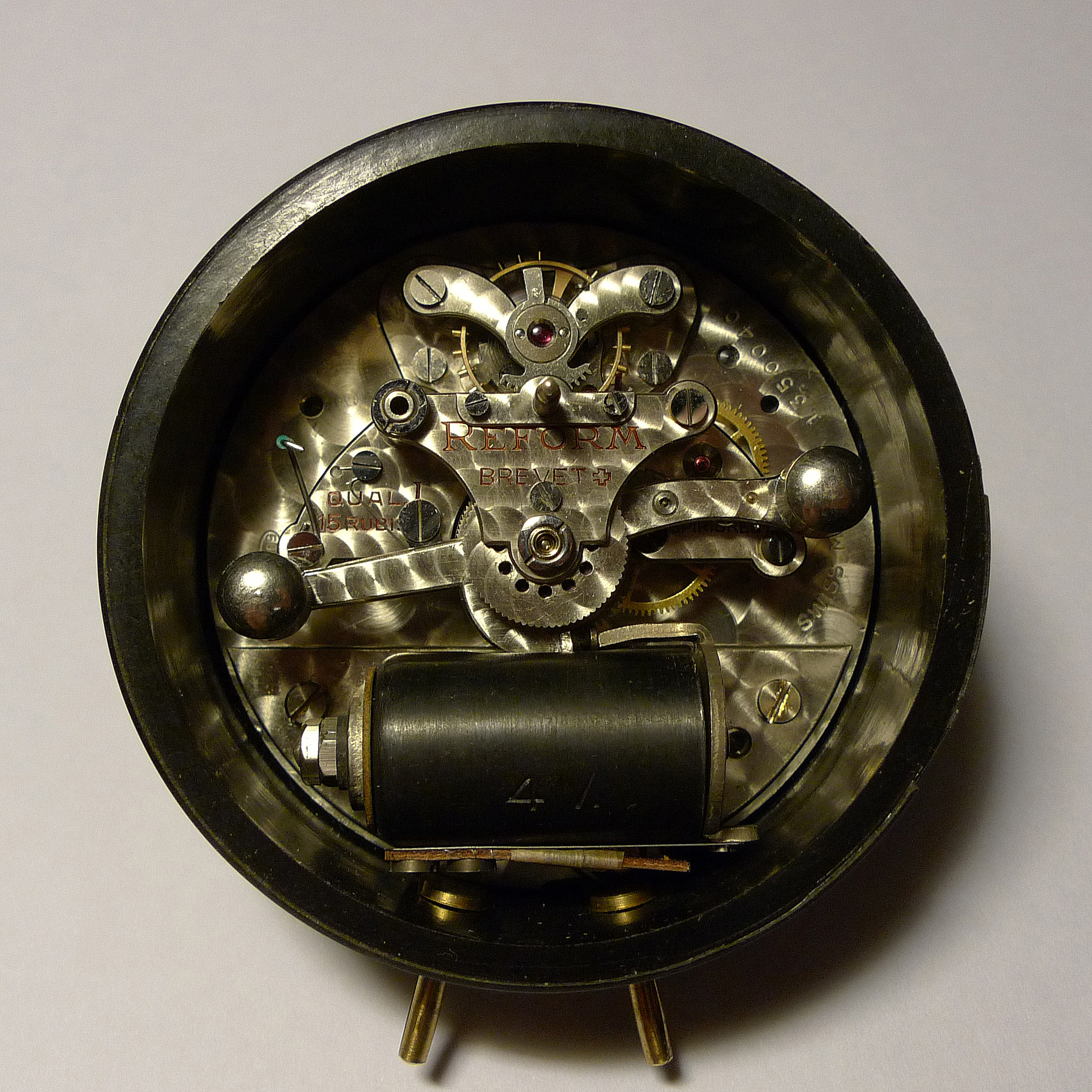
مکانیسم داخلی ساعت خود سیم پیچ الکترومکانیکی ساخت سوئیس.

ساعتهای برقی می‌توانند با چندین مکانیسم مختلف کار کنند:
- ساعتهای الکترومکانیکی دارای یک حرکت مکانیکی سنتی هستند که باعث می‌شود زمان با استفاده از آونگ نوسان دار یا چرخ تعادل و به واسطه یک دنباله چرخ دنده، زمان ثبت شود اما برای برگشت مجدد جریان اصلی، از موتور الکتریکی یا الکترومغناطیس استفاده می‌کنند. این مکانیسم بیشتر در ساعتهای عتیقه یافت می‌شود.
- ساعتهای الکتریکی شرکت Remontoire دارای قطارهای چرخ دنده ای هستند که به وسیله یک اهرم کوچک یا با وزن کوچک به نام ریموتوئر چرخانده می‌شوند که بیشتر توسط موتور الکتریکی یا الکترومغناطیس پیچیده می‌شوند.
- ساعتهای الکترومغناطیسی زمان خود را با یک آونگ یا چرخ تعادل نگه می‌دارند، اما پالس‌های نگه داشتن آن توسط یک حرکت مکانیکی و پیوند چرخ دنگ ارائه نمی‌شوند بلکه توسط نیروی لورنتس از یک الکترومغناطیس (solenoid) تهیه می‌شوند. این مکانیسم مورد استفاده در اولین ساعتهای برقی بوده و در ساعتهای آویز برقی آنتیک یافت می‌شود. همچنین در چند ساعت طاقچه ای تزئینی و میزی مدرن نیز یافت می‌شود.
- ساعتهای سنکرون به فرکانس برقی ۵۰ تا ۶۰ هرتز از شبکه برق AC به عنوان منبع زمان‌بندی با استفاده از حرکت چرخ دنده‌های ساعت با موتور همزمان، بهره می‌برند. آنها اساساً چرخه‌های منبع تغذیه را محاسبه می‌کنند. این ساعتها، رایج‌ترین نوع ساعت از دهه ۱۹۳۰ بودند اما اکنون بیشتر با ساعتهای کوارتز جایگزین شده‌اند.
- ساعت‌های تنظیمی Fork با شمارش نوسانات یک چنگال تنظیم کالیبره شده با فرکانس خاص، زمان را حفظ می‌کند. اینها فقط به شکل ساعتهیبیبای باتری دار ساخته شدند. تمام ساعتهای باتری دار فوق تا حد زیادی با حرکت کوارتز با هزینه کمتر جایگزین شده‌اند.
- ساعتهای کوارتز برقی هستند و با شمارش نوسانات کریستال کوارتز ارتعاش یافته، زمان را ثبت می‌کنند. آنها از مدارهای مدرن با ولتاژ کم ولتاژ DC استفاده می‌کنند که ممکن است توسط یک باتری تأمین شود یا از منبع برق حاصل شود. ساعتهای کوارتز امروزه رایج‌ترین نوع ساعت هستند. ساعتهای دیواری و ساعتهای مچی کوارتز معمولاً با خطایی معادل چند ثانیه در هفته، زمان را ثبت می‌کنند.[۱] ساعتهای کوارتز ارزانقیمت روزانه یک ثانیه و سالانه حدود ۶ دقیقه اختلاف زمانی دارند.[۲] دقت بیشتر با هزینه بالاتر امکان‌پذیر است.
- ساعتهای تحت کنترل رادیویی ساعت‌های کوارتزی هستند که به‌طور دوره ای با مقیاس ساعت اتمی UTC از طریق سیگنال‌های زمان رادیویی که توسط ایستگاه‌های اختصاصی در سراسر جهان پخش می شوند، همزمان می‌شوند. آنها از ساعتهای شماطه دار متمایز هستند.

## تاریخ

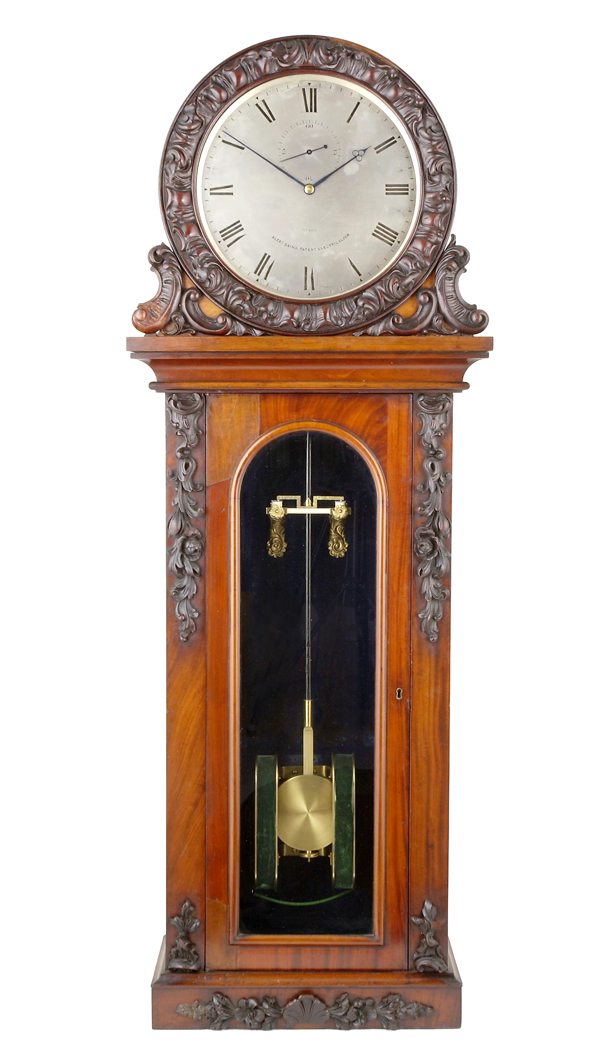
یکی از ساعتهای اولیه الکترومغناطیسی الکساندر بین، از دهه ۱۸۴۰ میلادی.

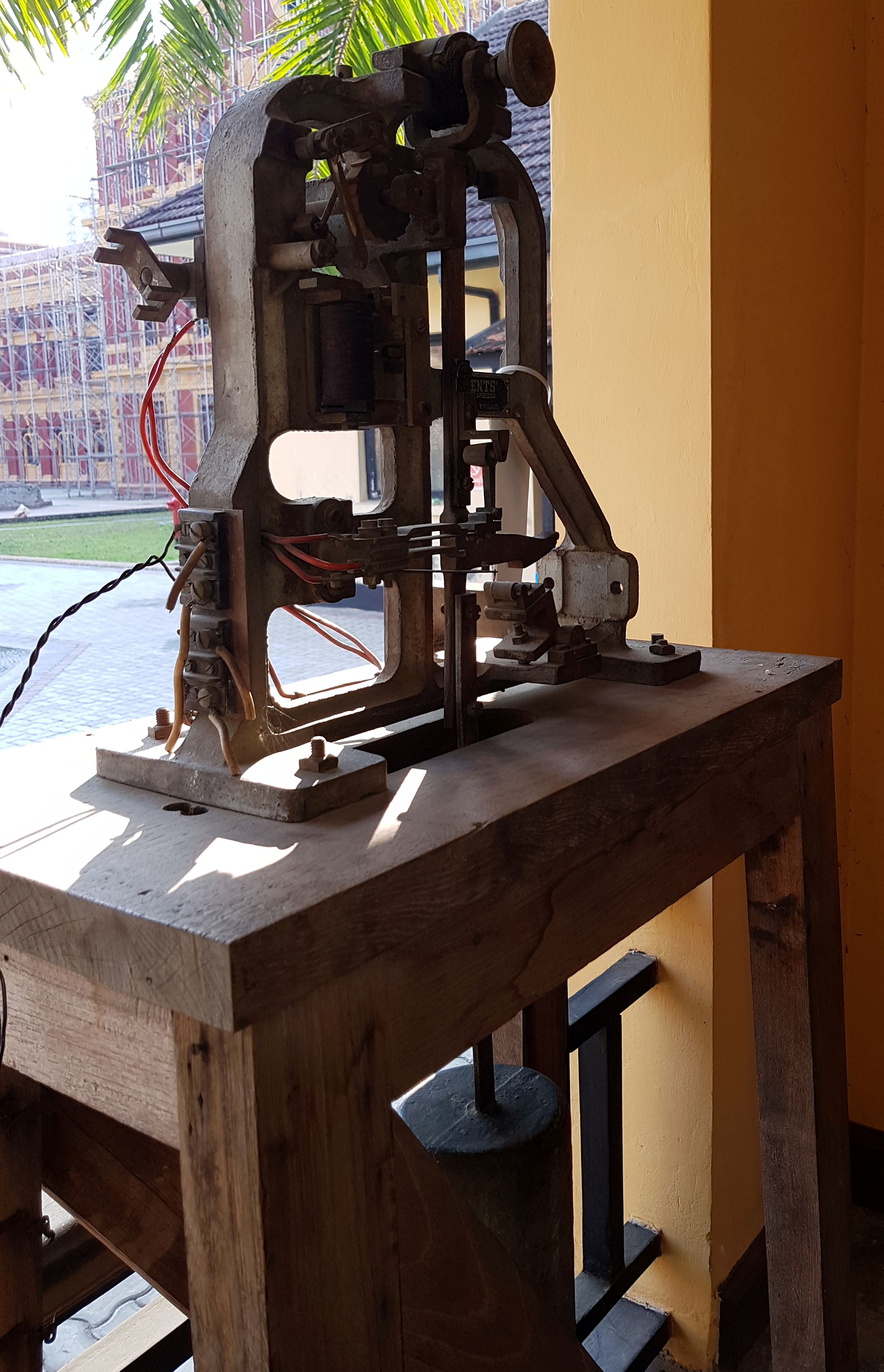
ساعت پالسینتیک در برج وزیران در یانگون.

در سال ۱۸۱۴، سر فرانسیس رونالدز (۱۷۸۷–۱۷۸۸) لندنی، اولین ساعت برقی را اختراع کرد. این ساعت با استفاده از نیروگاه دارای پیل ولتایی، بات کار می‌کرد که باتری با ولتاژ بالا و طول عمر زیادی بود ولی ضعف آن، تغییر مشخصات الکتریکی در آب و هواهای مختلف بود. او وسایل مختلفی برای تنظیم برق را آزمون کرد که بتوانند در طیف وسیعی از شرایط هواشناسی قابل اعتماد باشند.
در سال ۱۸۱۵، جوزپه زامبونی (۱۸۴۶–۱۸۷۶) اهل ورونا، ساعت الکترواستاتیک دیگری که با باتری‌های پیل ولتایی و گوی نوسانی کار می‌کرد را اختراع کرد و نشان داد. تیم وی ساعتهای بهبود یافته تولید کرد که بعداً به عنوان «ظریف‌ترین و در عین حال ساده‌ترین حرکتی که هنوز توسط ستون برقی تولید می‌شد» شناخته می‌شدند. ساعت زامبونی دارای یک سوزن عمودی بود که توسط یک محوری پشتیبانی می‌شد و به اندازه ای کارآمد بود که می‌توانست بیش از ۵۰ سال بر روی یک باتری کار کند.
در سال ۱۸۴۰، الکساندر بین (۱۸۱۱–۱۸۷۷)، ساعت ساز اسکاتلندی، نخستین کسی بود که یک ساعت مجهز به جریان برق را اختراع و ثبت اختراع کرد. ثبت اختراع اصلی ساعت برقی وی به تاریخ ۱۰ اکتبر ۱۸۴۰ انجام شد. در ۱۱ ژانویه ۱۸۴۱، الکساندر بین به همراه جان باروئید، سازنده جدول سنجی، ثبت اختراع مهم دیگر را با توصیف یک ساعت انجام داد که در آن از یک آونگ الکترومغناطیسی و یک جریان الکتریکی برای نگهداری استفاده می‌شد. این جریان الکترومغناطیسی به جای فنر یا وزنه به کار رفت. ثبت اختراعات بعدی روی ایده‌های اصلی او گسترش یافت.
افراد زیادی مانند Wheatstone , Steinheil , Hipp، Breguet و Garnier، هم‌زمان در اروپا و آمریکا تلاش کردند ساعتهایی را اختراع کند.
ماتیوس هیپ Matthäus Hipp ساعت ساز آلمانی (۱۸۱۳–۱۸۹۳)، ساعتهای الکتریکی را در حجم انبوه و تجاری تولید کرد. هیپ کارگاهی را در روتلینگن افتتاح کرد،
هنری الیس وارن (۱۸۷۲–۱۹۵۷) در سال ۱۹۱۸ اولین ساعت الکتریکی همزمان را در Ashland, MA، اختراع کرد. اولین ساعت الکتریکی سنکرون تجاری فروخته شده در انگلستان، Synclock بود ه در سال ۱۹۳۱ تولید شد.

## ساعت الکترومکانیکی

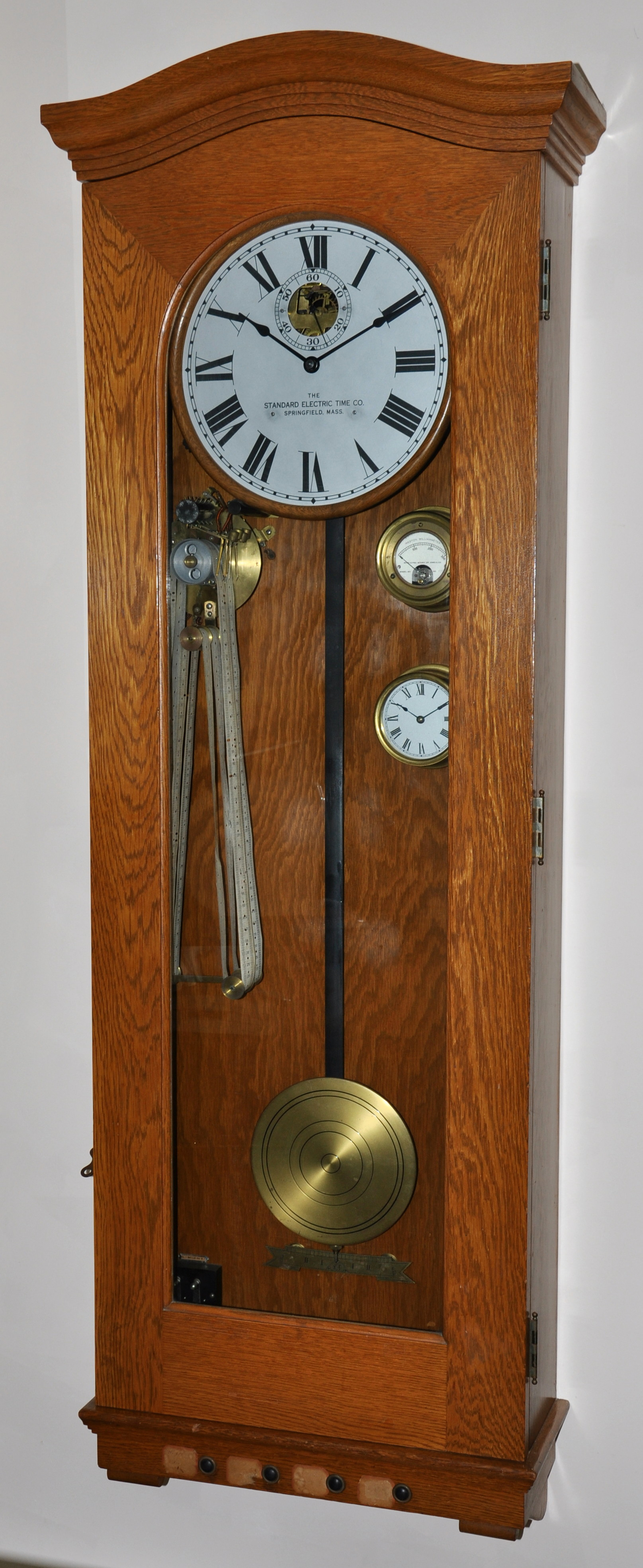
ساعت مستر از سیستم هماهنگ ساعت‌ها مربوط به حدود ۱۹۲۸.

هر ساعت که به نوعی از برق استفاده کند تا زمان را نشان دهد، یک ساعت الکترومکانیکی است. هر ساعت فنری یا آونگی که از الکتریسیته (AC یا DC) برای چرخاندن فنر یا حرکت آونگ یک ساعت مکانیکی استفاده می‌کند، یک ساعت الکترومکانیکی است. در ساعتهای الکترومکانیکی، برق هیچ عملکردی برای نگه داشتن زمان ندارد. عملکرد زمان‌سنجی توسط آونگ تنظیم می‌شود. نزدیک به اواخر قرن نوزدهم، وجود باتری سلول خشک باعث شده‌است که استفاده از برق در ساعتها عملی شود. سپس استفاده از برق منجر به تغییرات بسیاری در طراحی ساعت و موتور شد.
تجربه در تلگراف منجر به اتصال ساعتهای از راه دور (ساعت پیرو) از طریق سیم به ساعت کنترل‌کننده (ساعت مستر) شد. هدف این بود که یک سیستم ساعت ایجاد شود که در آن همه ساعت‌ها، یک زمان را نشان دهند.

## ساعت الکترومغناطیسی

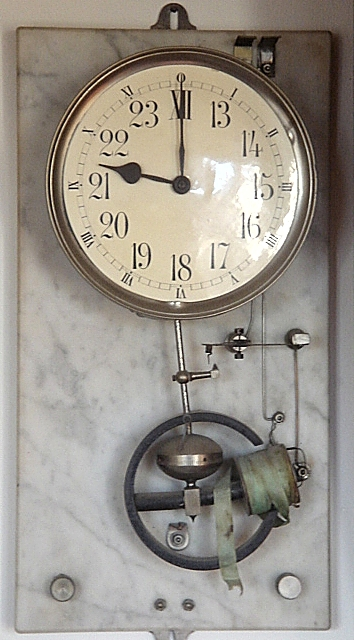
ساعت الکترومغناطیسی اولیه فرانسوی.

پیکربندی این دستگاه نسبتاً بسیار ساده و قابل اعتماد است. جریان الکتریکی نیروی مورد نیازا آونگ یا نوسان ساز الکترومکانیکی را تأمین می‌کند.
نوسان ساز الکترومکانیکی دارای یک آهنربا متصل است که از دو القاگر عبور می‌کند. هنگامی که آهنربا از القا کننده یا سنسور اول عبور می‌کند، تقویت کننده ساده باعث جریان از طریق القاگر دوم می‌شود و القاگر دوم به عنوان آهنربای الکترومغناطیسی کار می‌کند و یک پالس انرژی را به نوسانگر متحرک ارائه می‌دهد. این نوسان ساز وظیفه دقت ساعت را بر عهده دارد. در صورت عدم وجود نوسان ساز یا حرکت نکردن، قسمت الکترونیکی پالسهای الکتریکی ایجاد نمی‌کند. فرکانس تشدید نوسان ساز مکانیکی باید چندین بار در ثانیه باشد.

## ساعت برقی همگام

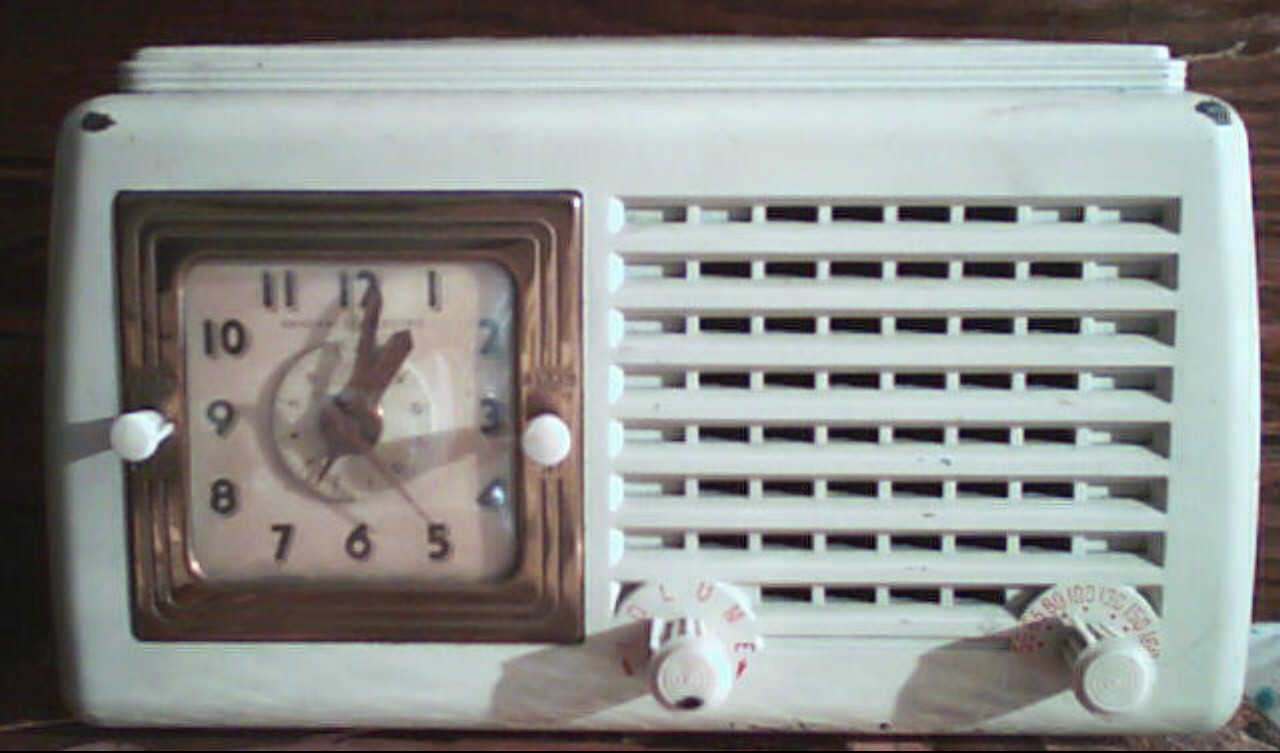
رادیو ساعت با ساعت هماهنگ، از دهه ۱۹۵۰.

ساعت الکتریکی همگام (سنکرون) فاقد نوسانگر زمانی (مانند یک آونگ یا چرخ تعادل) است و در عوض به القاهای جریان برق AC اتکا می‌کند تا زمان را نگه دارد. این نوع ساطع از یک موتور سنکرون AC تشکیل شده‌است که عقربه‌های ساعت را از طریق یک دنبالهچرخ دنده حرکت می‌دهد. موتور شامل آهنربای الکتریکی است که یک میدان مغناطیسی دوار را با استفاده از یک چرخانه آهنین ایجاد می‌کند. نرخ چرخش شافت موتور با فرکانس شبکه برق هماهنگ می‌شود. این نرخ در آمریکای شمالی و بخش‌هایی از آمریکای جنوبی ۶۰ چرخه در ثانیه (هرتز) و در بیشتر کشورها ۵۰ چرخه در ثانیه است. ساعت الکتریکی همگام را می‌توان به عنوان یک شمارنده مکانیکی در نظر گرفت که یک دست نگهبان در آن قرار دارد.

## یادداشت
1. ↑  Elliott, Rod. "Build a Synchronous Clock". Elliott Sound. Archived from the original on 11 July 2018. Retrieved 6 August 2019.
2. ↑  Brimarc, typical quartz clock movement specified accurate to within ±30 seconds/month بایگانی‌شده  در ۲۰۱۵-۰۷-۰۴ توسط Wayback Machine
3. ↑  Aked, C.K. (1973). "The First Electric Clock". Antiquarian Horology.
4. ↑  Ronalds, B.F. (2016). Sir Francis Ronalds: Father of the Electric Telegraph. London: Imperial College Press. ISBN 978-1-78326-917-4.
5. ↑  Ronalds, B.F. (Jun 2015). "Remembering the First Battery-Operated Clock". Antiquarian Horology. Retrieved 8 Apr 2016.
6. ↑  Perpetual Electromotive
7. ↑  U.S. patent #1283434 Warren, Henry E. Timing device, filed February 26, 1917, issued October 29, 1918, on Google Patents
8. 1 2  "Famous Names in Electrical Horology". Electrical Horology Group. Antiquarian Horological Society, London, UK. 2011. Archived from the original on 7 May 2012. Retrieved 2011-12-16.
9. 1 2  Wise, S. J. (1952). Electric Clocks, 2nd Ed (PDF). London: Heywood & Co. pp. 95–100. Archived from the original (PDF) on 23 February 2014. Retrieved 6 August 2019.